# Trifidcijfer
Het trifidcijfer is een van de klassieke handcijfers, die in de cryptografie worden gebruikt. Trifid is een combinatie van substitutie en fractionering gebaseerd op hetzelfde principe als bifid, maar hier worden de letters door drie getallen bepaald in plaats van twee. De sleutel bestaat uit drie 3×3-matrices. Het eerste cijfer is voor de matrix, het tweede en het derde cijfer voor de rij en de kolom in die matrix. Als sleutelwoord gebruiken we LEONARDO DA VINCI, waarbij we de dubbele letters weglaten en de plaatsen die overblijven met de rest van het alfabet aanvullen.
```
    
1       2       3

  -----   -----   -----

1
 L E O   N A R   D V I

2
 C B F   G H J   K M P

3
 Q S T   U W X   Y Z /
  
1 2 3   1 2 3   1 2 3
```

Vervolgens lezen we voor elke letter het vierkant, de rij en kolom af en schrijven de getallen verticaal onder de klare tekst. Zo heeft de D de waarde 311, omdat zij in vierkant 3, rij 1 en kolom 1 staat.
```
Klare tekst: 
D
 I T I S G E H E I M
             ---------------------
Vierkant   : 
3
 3 1 
3 1 2
 1 2 1 3 3
Rij        : 
1
 1 3 1 3 2 1 2 1 1 2
Kolom      : 
1
 3 3 3 2 1 2 2 2 3 2
```

Nu schrijven we de getallen opnieuw, van links naar rechts en boven naar onder, in groepen van drie. Dan zetten we de nieuwe getallen terug om in letters.
```
331 
312
 121 331 131 321 211 213 332 122 232
 Y   V   C   Y   Q   K   N   R   Z   B   W
```

```
De cijfertekst: YVCYQ KNRZB W
```

Het ontsleutelen gebeurt door elke letter van de cijfertekst aan de hand van de tabel in een getal om te zetten. De verkregen getallen worden in drie gelijke rijen van links naar rechts en boven naar onder geschreven. Ten slotte zetten we elke verticale groep met behulp van de drie vierkanten van drie getallen terug in een letter om.
ADFGX · Autoclave · Atbash · Baconalfabet · Bifid · Caesarcijfer · Dubbele transpositie · One-time pad · Paardensprongcijfer · Playfair · Polybiusvierkant · Rozenkruisersgeheimschrift · Scytale · Straddling checkerboard · Substitutie · Transpositie · Trifid · Vigenère